# Olisthopus innuens
Olisthopus innuens är en skalbaggsart som beskrevs av Thomas Casey. Olisthopus innuens ingår i släktet Olisthopus och familjen jordlöpare. Inga underarter finns listade i Catalogue of Life.